# Henri Poidevineau
Henri Poidevineau, né le 5 août 1904 à Saint-Aubin-de-Baubigné (Deux-Sèvres) et mort le 6 juin 1973 à La Croix-Valmer (Var), est un conseiller général du Dahomey (actuel Bénin) et prêtre missionnaire français, membre de la Société des missions africaines (SMA).
Il est ordonné prêtre en 1930 et œuvre principalement au Dahomey, d'abord à Ouidah à la mission Notre-Dame puis à Cotonou où, en 1937, il fonde la paroisse Saint-Michel. Investi dans la vie sociale, il met en place des écoles, des mouvements de jeunesse et des structures d'entraide. Parallèlement à son engagement religieux, il participe également à la vie politique de la colonie et est élu conseiller général de 1947 à 1952. En 1957, pour des raisons de santé, il rentre définitivement en France. Il devient, plus tard, le supérieur de la maison de repos de la SMA à La Croix-Valmer. Il meurt dans cette commune en 1973, des suites d'une crise cardiaque.

## Biographie

### Enfance, études et séminaires
Henri Poidevineau naît le 5 août 1904 à Saint-Aubin-de-Baubigné, dans les Deux-Sèvres, au sein d'une famille catholique pratiquante,. Il fréquente l'école primaire de son village natal, puis celle de Saint-Pierre-des-Échaubrognes. Son parcours scolaire prend une orientation plus religieuse lorsqu'il entre à l'école cléricale de Châtillon-sur-Sèvre et après le petit séminaire de Montmorillon, institution préparant à la prêtrise. Il intègre, le 1er octobre 1926, le grand séminaire de Poitiers, où il étudie la philosophie. Il rejoint ensuite le grand séminaire de la Société des missions africaines à Lyon et en devient membre le 7 juillet 1928. Il est ordonné prêtre le 29 juin 1930 à La Croix-Valmer dans le Var et est aussitôt envoyé comme missionnaire au Dahomey (actuel Bénin),.

### Au Dahomey

#### Mission Notre-Dame

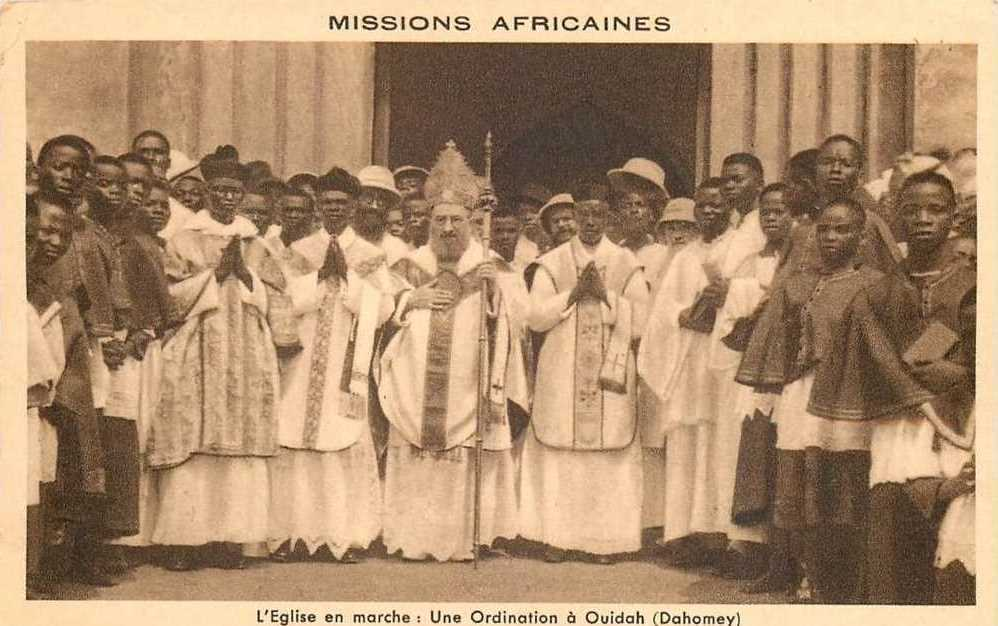
Ordination à Ouidah dans les années 1930.

Arrivé au Dahomey, le père Henri Poidevineau est vicaire de la mission Notre-Dame à Ouidah de 1930 à 1933, puis en devient le 14e supérieur et le demeure de 1933 à 1936. Il crée, dans cette même ville, au milieu des années 1930, la première section dahoméenne de la Jeunesse ouvrière chrétienne, un mouvement apostolique. D'autres sections apparaissent par la suite, à Cotonou, à Porto-Novo, à Parakou, à Natitingou, etc.

#### Paroisse Saint-Michel
À la fin des années 1930, Cotonou est en pleine expansion, son port étant la seule entrée maritime à desservir tout le Dahomey. La croissance est telle que la capacité d'accueil de la paroisse de la ville, située dans le quartier européen, ne suffit plus à la population grandissante. En mai 1937, le révérend père Henri Poidevineau est détaché de la mission Notre-Dame et chargé d'étudier la possibilité de créer une seconde paroisse à Cotonou,. Dans le quartier de Gbéto, en péréphérie de la ville, où tout n'était que brousse quelques mois auparavant, il parvient, au terme d'un travail acharné, à bâtir une chapelle,. L'édifice est inauguré le 19 décembre 1937 et face à ce résultat, Mgr Louis Parisot signe le jour même un décret pour l'érection d'une paroisse dédiée à Saint-Michel, dont le père Poidevineau en sera le fondateur et le supérieur,.
Un soir de juin 1938, en voulant arrêter des malfaiteurs, le révérend père se tire malencontreusement une balle dans le genou, avec sa propre arme à feu. Il est hospitalisé et manque de perdre sa jambe. Il observe une convalescence de plusieurs semaines et gardera de cette mésaventure des séquelles impactant sa santé.

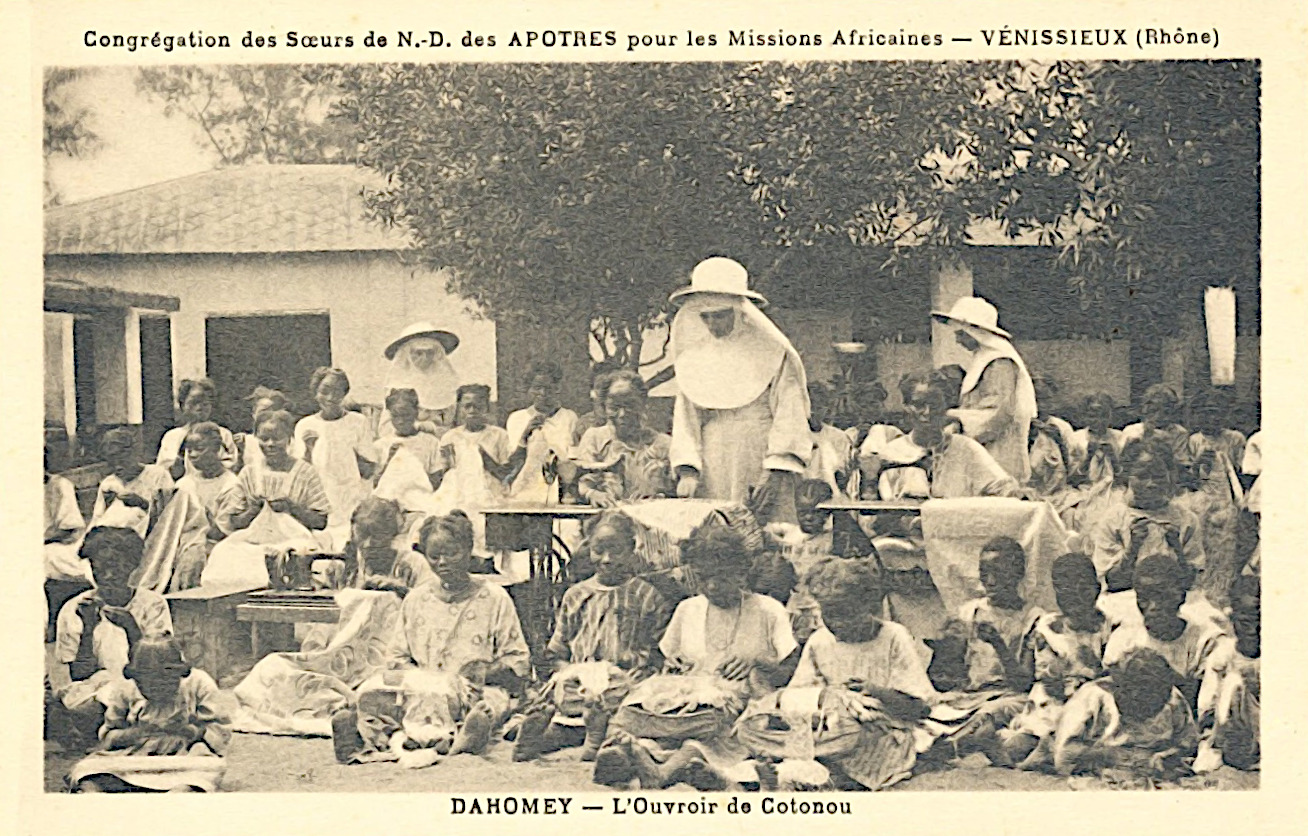
Sœurs missionnaires de Notre-Dame des Apôtres donnant un cours de couture dans leur école ouvroir de Cotonou.

La paroisse Saint-Michel se structure et se développe rapidement. En mars 1939, trois sœurs missionnaires de Notre-Dame des Apôtres rejoignent la communauté et créent une école ouvroir pour jeunes filles. Le 1er mai 1939, il s'ouvre une école pour garçons qui propose un enseignement jusqu'au certificat d'études primaires et onze moniteurs sont chargés de faire la classe. L'établissement accueille 171 élèves et jusqu'à 980 en 1942. Les œuvres paroissiales se multiplient avec une chorale et une section de la Jeunesse ouvrière chrétienne qui voient le jour. Le travail ne manque pas, et en 1940, un vicaire est envoyé pour aider le révérend père dans sa mission. L'implication de ce dernier paie, les fidèles affluent et le nombre de places limité dans la chapelle ne permet pas de tous les accueillir. Les trois quart des paroissiens sont contraints d'assister à l'office depuis l'extérieur, et ce malgré la célébration de trois messes le dimanche. La construction d'une église en pierre, dont les plans sont dessinés, est fortement envisagée,.
L'engagement du père Poidevineau semble inaltérable ; en avril 1942, à la mort du père Firmin Colineaux, supérieur de la paroisse Sainte-Cécile de Cotonou, il est désigné pour le suppléer, en plus du poids de son ministère.

#### Parenthèse politique
À l'image du père Francis Aupiais, élu député du Dahomey-Togo à l'Assemblée constituante en 1945, le R.P. Poidevineau participe à la vie politique du Dahomey. Il s'engage sur la liste du Bloc populaire africain d'Émile Poisson lors des premières élections permettant aux Dahoméens d'élire leurs représentants au sein d'un Conseil général local. Inscrit au premier collège, dans la deuxième circonscription (Cercle de Cotonou et Ouidah), il est élu, le 5 janvier 1947, avec 199 voix pour 369 exprimées et obtient son siège dans la nouvelle Assemblée. Il devient membre de la commission permanente du Conseil général et de celle du budget,.

#### Extension des œuvres
Au fil des années, infatigable, le père Poidevineau n'a de cesse de développer les œuvres de la paroisse. Ainsi, au début de l'année 1950, il assure la direction d'une coopérative artisanale comptant une centaine d'adhérents qui les forme à différents corps de métiers du bâtiment (maçonnerie, travail du fer et du bois). À partir du 1er décembre 1952, il dirige un centre de rééducation pour mutilés de guerre, financé par l'Office des anciens combattants. Le centre, installé dans des locaux de la paroisse, permet aux mutilés de guerre d'apprendre un métier en leur proposant des cours de couture, de cordonnerie et de coiffure, dispensés par des artisans locaux. Les stagiaires sont logés et reçoivent une rémunération. À l'issue de six mois de formation et sous réserve de réussite à un examen final, ils se voient offrir le matériel indispensable à leur installation.

#### Édification de l'église

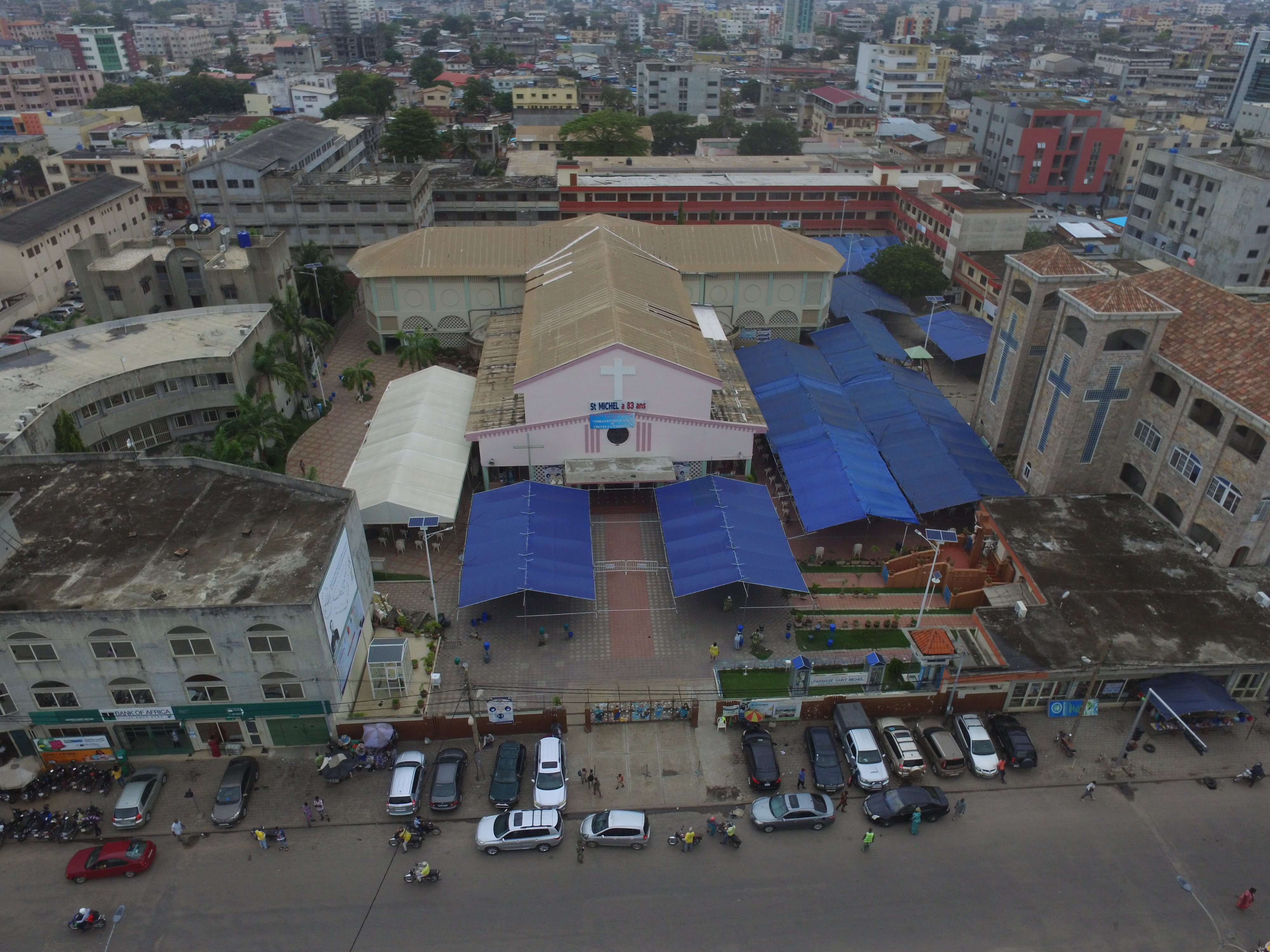
Vue en plongée de l'église Saint-Michel en 2020.

En avril 1947, le R.P. Poidevineau quitte le Dahomey, afin de participer, en qualité de « visiteur pour le Dahomey », à l'assemblée générale de la SMA qui se tient à Rome à partir du 15 mai suivant. Puis plus tard, il prend part à l'assemblée provinciale à Lyon. À l'issue de ces assemblées, il va s'évertuer à réaliser son projet de longue date, bâtir l'église qui manque à sa paroisse et ne relâchera pas ses efforts pour trouver les fonds nécessaires à sa construction. Mais la tâche s'avère complexe et laborieuse car malgré ses multiples demandes, il ne reçoit pas d'aide de la part de sa hiérarchie, ni de celle du Conseil général et ne doit compter que sur sa ténacité et la générosité de ses ouailles. En 19 octobre 1952, la première pierre de l'église est enfin posée lors d'une cérémonie de bénédiction. Mais la phase de construction est lente et longue et oscille en fonction des dons reçus.
De retour au Dahomey à l'été 1954, après une longue absence, le révérend père relance les travaux de l'église qui étaient à l'arrêt.
Au cours de sa vie au Dahomey, le père Poidevineau n'a pas été épargné par sa santé, ce qui a pu parfois le freiner dans son sacerdoce mais jamais le stopper. Pourtant en février 1957, gravement malade et amoindri, il est contraint de quitter le pays avant l'achèvement de son église et rentre en France.

### Retour en France

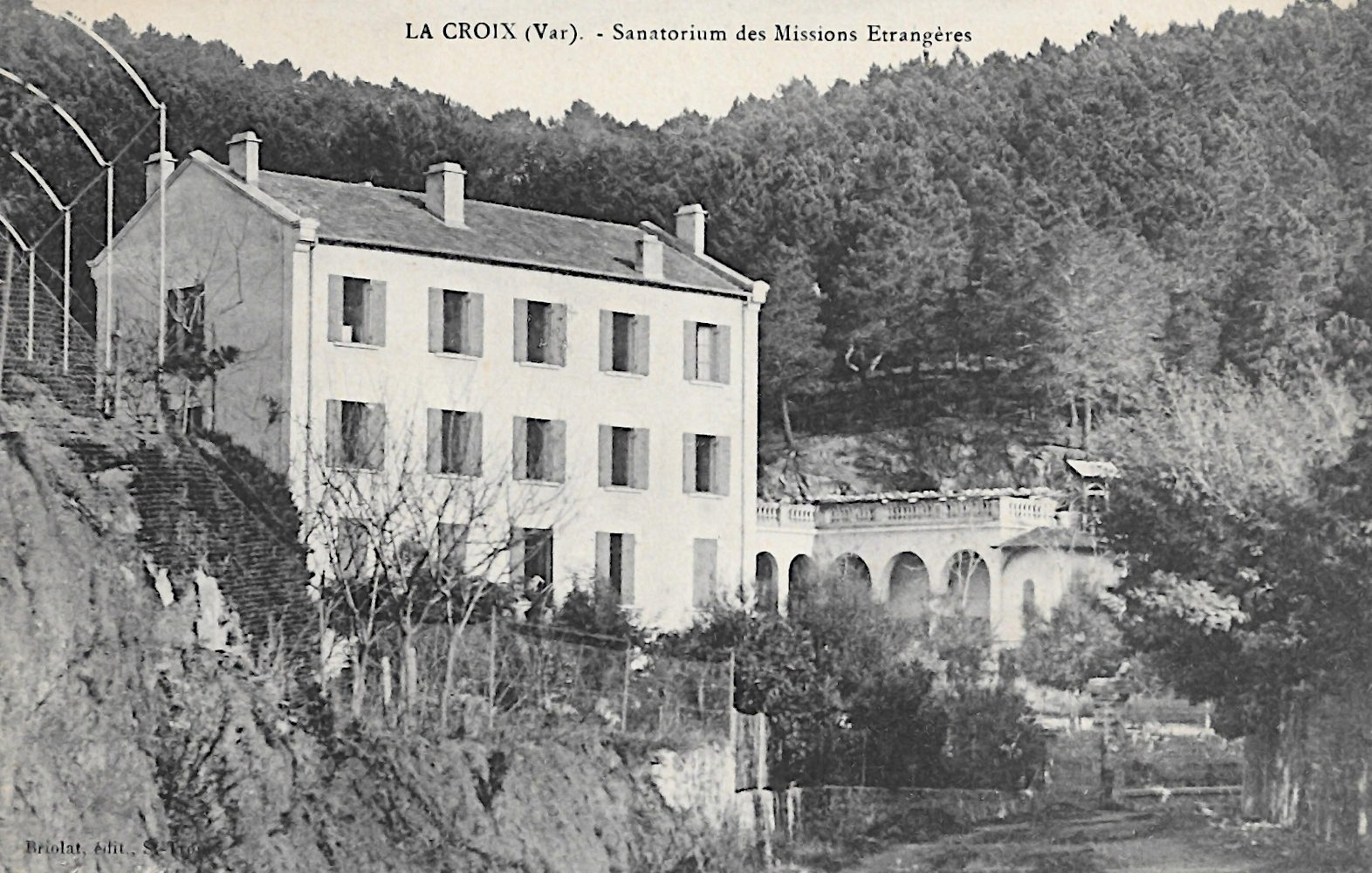
Maison de repos des Missions africaines à La Croix-Valmer, début des années 1900.

Une fois soigné et entièrement rétabli, le père Henri Poidevineau est nommé, le 8 octobre 1958, responsable de la procure et de l'économat de la maison de repos des Missions africaines. Cet établissement, construit vers 1898, est situé à un kilomètre de La Croix-Valmer et comporte 25 chambres. Il permet à des pères ou des frères blessés ou tombés malades au cours de leur mission de se soigner et de reprendre des forces avant de retourner par la suite en Afrique. Il est également destiné aux membres de la SMA, ayant pris leur retraite et qui n'ont plus de famille, de trouver un refuge pour y finir leurs jours. En 1960, il devient le supérieur de la maison de repos. En 1969, remplacé par Mgr Noël Boucheix, il reste au sein de l'établissement pour gérer de nouveau l'économat mais sa santé est déclinante. Il meurt d'un infarctus du myocarde, le 6 juin 1973, à l'âge de 68 ans, à La Croix-Valmer,.

### Hommages
En son souvenir, son nom figure sur une plaque mémorielle apposée dans l'église Saint-Michel et un buste à son effigie est érigé dans la cour de l'édifice religieux.

## Distinctions
- Officier d'académie[n 7],[2].
- Chevalier de l'ordre national du Dahomey (1963)[28].
- Officier de l'ordre national du Dahomey (1970)[29].